# Золочівське (Шарівський старостинський округ)
Зо́лочівське —  село в Україні, у Валківській міській громаді Богодухівського району Харківської області. Населення становить 58 осіб. До 2020 орган місцевого самоврядування — Шарівська сільська рада.

## Географія
Село Золочівське знаходиться поруч з місцем, де беруть свої витоки річки Черемушна і Карамушина, поруч проходить автомобільна дорога М03 (E40). На відстані 1 км розташоване село Шарівка, за 3 км залізнична станція Огульці.

## Історія
12 червня 2020 року, розпорядженням Кабінету Міністрів України № 725-р «Про визначення адміністративних центрів та затвердження територій територіальних громад Харківської області», увійшло до складу Валківської міської громади.
19 липня 2020 року, в результаті адміністративно-територіальної реформи та ліквідації Валківського району, село увійшло до складу Богодухівського району.

## Населення

### Мова
Розподіл населення за рідною мовою за даними перепису 2001 року:
| Мова       | Кількість | Відсоток |
| ---------- | --------- | -------- |
| українська | 54        | 93.1%    |
| російська  | 4         | 6.9%     |
| Усього     | 58        | 100%     |